# Asel (Harsum)
Asel ist der drittgrößte Gemeindeteil der Gemeinde Harsum und gehört zum niedersächsischen Landkreis Hildesheim.

## Geografie
Der Ort liegt in der Hildesheimer Börde, etwa einen Kilometer südlich von Harsum zwischen der Bahnstrecke Hildesheim-Lehrte und der Bundesstraße 494. Durch den Ort fließt der Unsinnbach. Östlich des Ortes liegt hinter der B 494 der Aseler Wald.

## Geschichte
Die Ortschaft Asel wurde 1211 erstmals urkundlich erwähnt und gehört zu den ältesten Ortschaften des Stiftes Hildesheim. Sie unterstand zunächst der Dompropstei, später gehörte sie zum Amt Steuerwald. Während der Zeit der Reformation blieb das Dorf katholisch. Die Bauern betrieben im 16. Jahrhundert vor allem Weidewirtschaft. Der Schäferstreit zwischen Asel und Hildesheim wurde im Jahre 1595 in einem Vergleich beigelegt, ebenso wie der Streit um den Bau und die Unterhaltung des Pfarrhauses in den Jahren 1764–1772, der sogar bis vor das Reichskammergericht in Wetzlar gelangte.
Wegen des fruchtbaren Bodens war Asel bis zum Beginn des 20. Jahrhunderts ein Bauerndorf. Es wurden vor allem Weizen, Roggen, Hafer und Gerste aber auch Kartoffeln und Zuckerrüben angebaut, heute hauptsächlich Weizen und Zuckerrüben. Der Ort ist durch Zuzug inzwischen stark angewachsen.

### Eingemeindungen
Zur Gebietsreform in Niedersachsen wurde Asel am 1. März 1974 in die Gemeinde Harsum eingegliedert.

### Einwohnerentwicklung
| Jahr | Einwohner | Quelle |
| ---- | --------- | ------ |
| 1910 | 450       | [ 4 ]  |
| 1925 | 456       | [ 5 ]  |
| 1933 | 474       | [ 5 ]  |
| 1939 | 480       | [ 5 ]  |
| 1950 | 873       | [ 6 ]  |
| 1956 | 750       | [ 6 ]  |
| 1973 | 10330     | [ 1 ]  |

| Jahr | Einwohner | Quelle |
| ---- | --------- | ------ |
| 1980 | 1167      | [ 2 ]  |
| 1990 | 1126      | [ 2 ]  |
| 2000 | 1275      | [ 2 ]  |
| 2010 | 1191      | [ 2 ]  |
| 2015 | 1183      | [ 2 ]  |
| 2019 | 1171      | [ 2 ]  |
| 0    | 0         | 0      |

|  |

## Politik

### Ortsrat
Der Ortsrat, der den Ortsteil Asel vertritt, setzt sich aus sieben Mitgliedern zusammen. Die Ratsmitglieder werden durch eine Kommunalwahl für jeweils fünf Jahre gewählt.
Bei der Kommunalwahl 2021 gewann die Wählergruppe „Gemeinsam für Asel“ alle sieben Sitze.

### Ortsbürgermeisterin
Die Ortsbürgermeisterin ist Ellen Krone (CDU). Ihre Stellvertreterin ist Leonie Voges (SPD).

### Wappen
Seit 1926 führt Asel das Wappenschild mit einem goldenen, nach unten halb rechts zerbrochenen Speichenrad auf rotem Grund.
Das gebrochene Martyriumsrad symbolisiert eines der Attribute der heiligen Katharina von Alexandrien, der Patronin der örtlichen Kirche.

## Kultur und Sehenswürdigkeiten

### Katholische Kirche St. Catharina
Die ältesten Teile der katholischen St.-Catharina-Kirche stammen aus dem 15. Jahrhundert. Eine kleine Glocke im Turm trägt den Namen Katerina und die Jahreszahl 1498. Damit ist die Kirche das älteste Gebäude im Ort. Die historische Orgel (Prospekt aus dem 16. Jahrhundert, Pfeifenwerk größtenteils aus dem 19. Jahrhundert) ist eine der ältesten Kirchenorgeln in Niedersachsen. Sie stammt zusammen mit dem Altar aus der 1803 aufgelösten Nikolaikirche zu Hildesheim. Kirchenpatronin ist die heilige Katharina von Alexandrien. Seit dem 1. November 2014 gehört St. Catharina als Filialkirche zur Pfarrei St. Cäcilia mit Sitz in Harsum.

### Paltrockmühle Asel

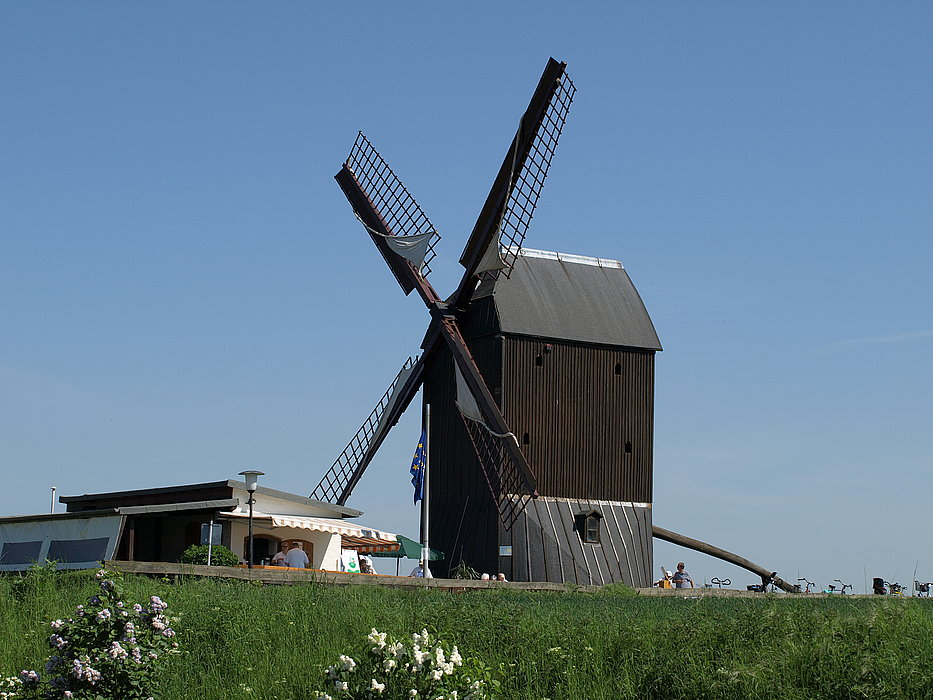
Paltrockmühle Asel am Deutschen Mühlentag 2008

Die Paltrockmühle wurde ursprünglich 1850 als Bockwindmühle bei Schöppenstedt errichtet. 1894 wurde sie für 6000 Mark verkauft und in Asel wieder aufgebaut. Gleichzeitig erfolgte auch der Umbau zur Paltrockmühle. Die Mühle wurde als Kornmühle betrieben. Nach verschiedenen Besitzerwechseln wurde die Mühle 1969 stillgelegt und wurde in den folgenden Jahren sehr baufällig. Schon ein Jahr nach Gründung des Mühlenvereins Asel e. V. im Jahre 1992 konnte die Mühle wieder in einen funktionsfähigen Zustand versetzt werden.

### Schwarzerdeprofil Asel

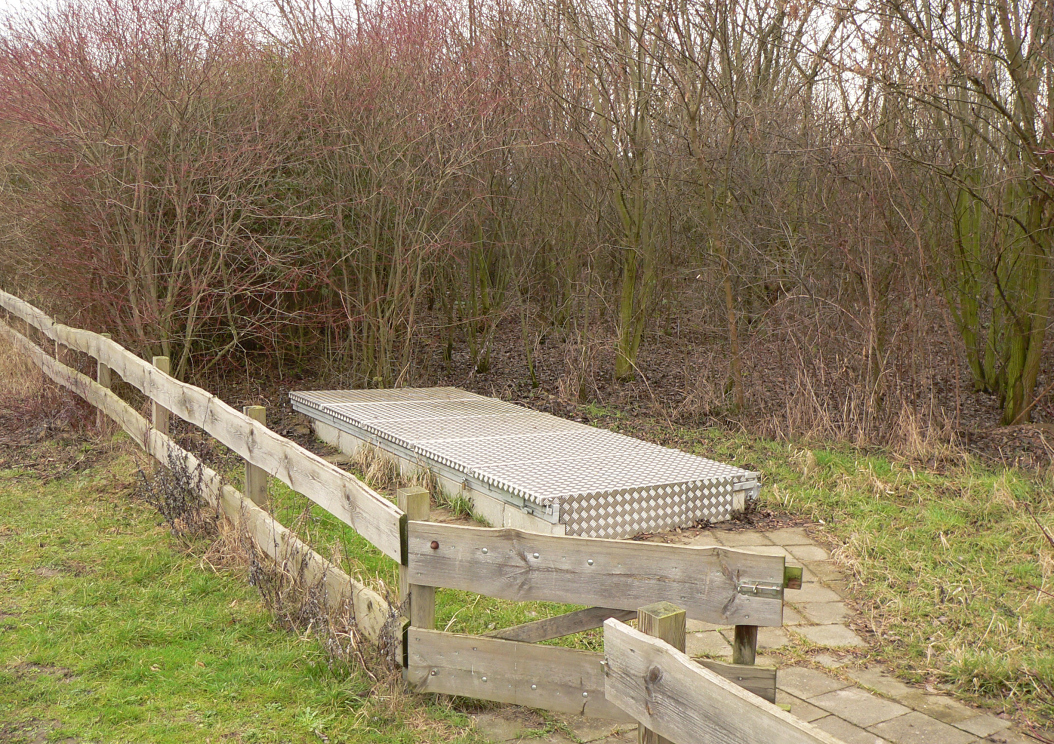
Das abgedeckte Schwarzerdeprofil Asel

Beim Schwarzerdeprofil Asel handelt sich um ein Bodenprofil, das sich neben einer frei zugänglichen Rasenfläche an der Aseler Paltrockmühle befindet. Es ist der einzige Boden, der in Niedersachsen als Naturdenkmal ausgewiesen ist. Das begehbare Schauprofil ist durch eine Metallkonstruktion abgedeckt und kann auf Anfrage, im Kreishaus Hildesheim, besichtigt werden. Eine Informationstafel erklärt die Entstehung der Schwarzerde in der Börderegion. Beim Boden um Asel handelt es sich um Pseudogley-Schwarzerde, da der Untergrund aus wasserundurchlässigem und wasserstauendem Ton besteht. Das Bodenprofil ist charakteristisch für die Hildesheimer Börde.

### „1000-jährige“ Grafeneiche

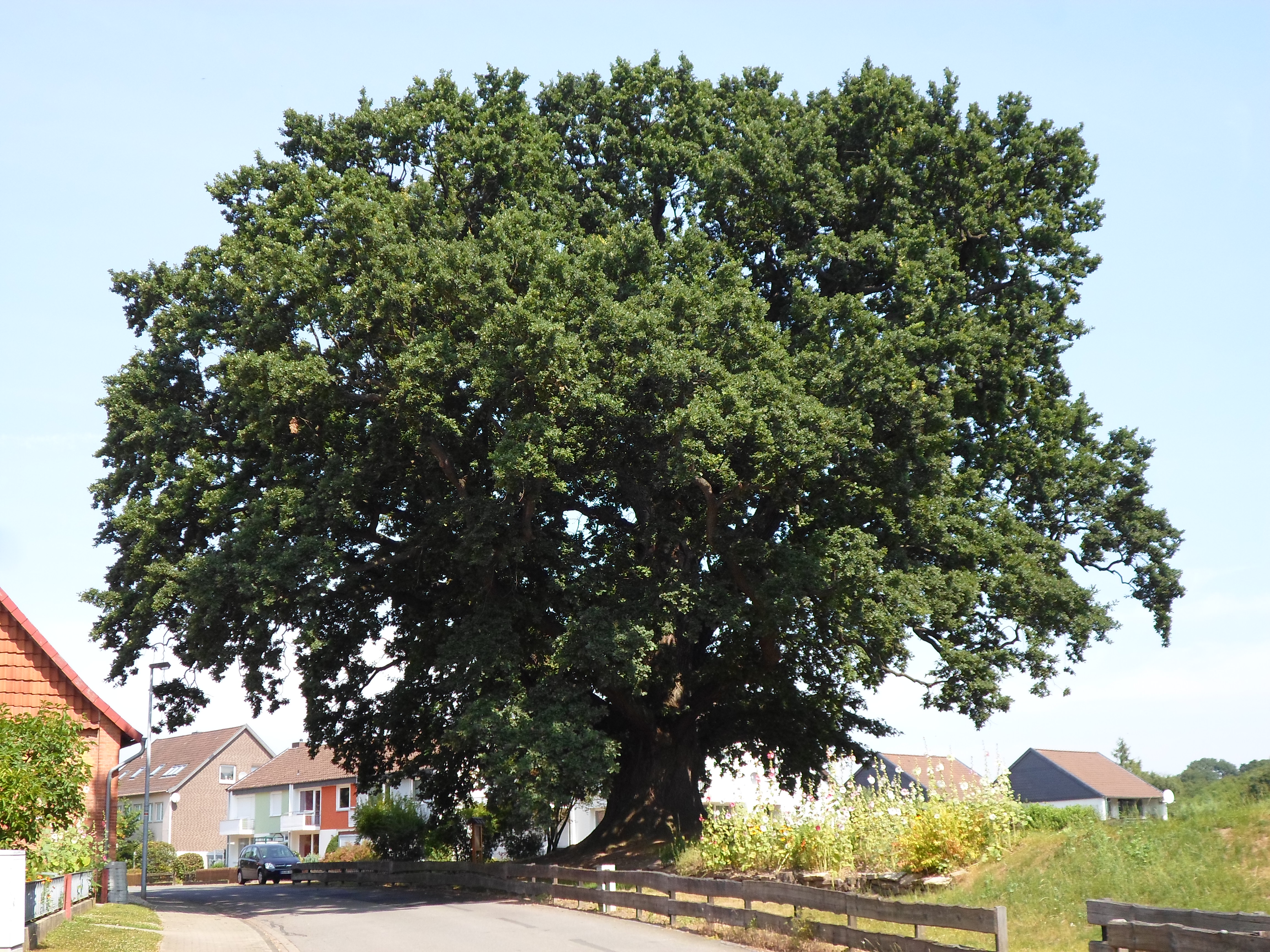
„1000-jährige“ Grafeneiche

Die Eiche steht auf dem Springberg an der B 494. Das wahre Alter wird auf etwa 500–600 Jahre geschätzt. Der Stammumfang beträgt 7,91 m, die Krone hat einen Durchmesser von etwa 30 m. Der Schwedenstein südlich der Eiche trägt die Aufschrift „Dem Gott gnädig sey“. Es handelt sich um eine Grabstele, die früher in der Gemarkung zwischen Asel und Drispenstedt stand.

## Wirtschaft und Infrastruktur
Asel wird mit Buslinien des Regionalverkehr Hildesheim mit den übrigen Ortschaften der Gemeinde Harsum, mit Algermissen-Groß Lobke und mit Hildesheim verbunden. Am westlichen Ortsrand führt die Bahnstrecke Lehrte–Hildesheim vorbei, ohne dass es einen S-Bahn-Haltepunkt gibt. Am östlichen Ortsrand verläuft die Bundesstraße 494 und etwa einen Kilometer südlich die Bundesautobahn 7 mit der Anschlussstelle Nr. 61 (Hildesheim-Drispenstedt).

## Städtepartnerschaft
- Göriach, Land Salzburg, Österreich, seit 1977

## Persönlichkeiten
Personen, die mit dem Ort in Verbindung stehen
- Johannes III. von Asel (1380–1472), Bischof von Verden[11]
- August Schaper (1840–1920), Orgelbauer, der vorwiegend im Bistum Hildesheim wirkte, er baute 1884 die Orgel der örtlichen St.-Catharina-Kirche